# 大城府
大城府（皇家轉寫：Changwat Phra Nakhon Si Ayutthaya，泰語發音：[t͡ɕāŋ.wàt pʰráʔ ná(ʔ).kʰɔ̄ːn sǐː ʔā.jút.tʰā.jāː]），或音譯作阿瑜陀耶府、阿育他亞府，是泰國中部的一個府。

## 歷史

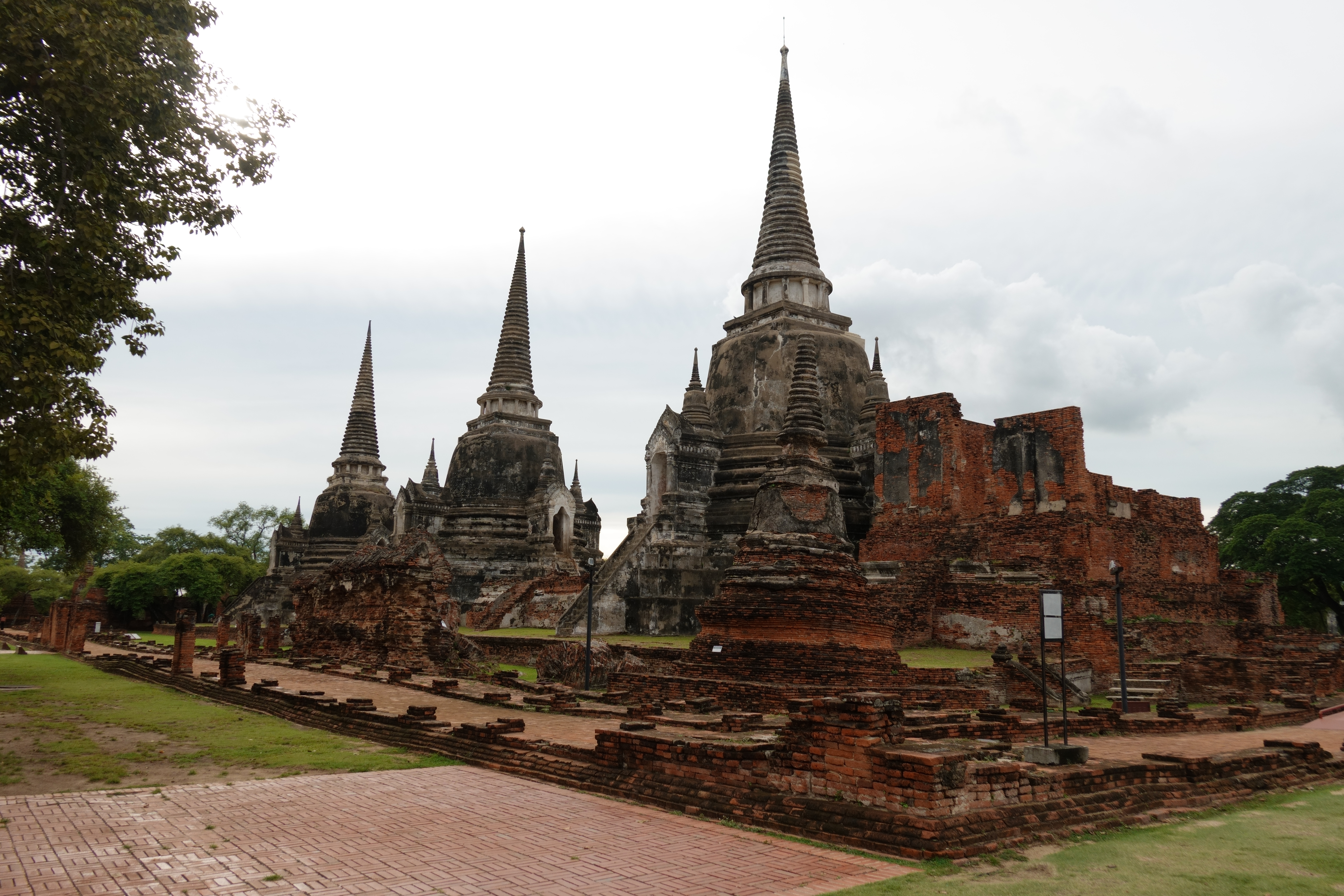
阿瑜陀耶遗迹公园三古塔

大城府為一有悠久歷史的古老故都，華人習稱為「大城府」。
大城府最早见于中国东汉杨孚《异物志》：“金邻一名金陈，去扶南可二千余里。地出银，人民多好猎大象，生得骑，死则取其牙齿。”
《吴时外国传》：“从扶南西去金陈，二千余里到金陈。金陈国入四月便雨，六月乃止，少有晴日。六月不雨常晴，岁岁如此”。
《新唐书》：“安南銮渠梅叔鸾叛，号黑帝。举三十万州之众，外结林邑，真腊，金邻等国，据南海，众号四十万。”
素可泰王朝衰落後，烏通王遷至該府建立新都，大城王国时代歷417年，共有33位君主，自1350年興起，至1767年淪亡。1350年，烏通王在此建都，脫離素可泰王國宣佈獨立，建立阿瑜陀耶王國，不久便吞併前朝素可泰以及逼使滿剌加(馬來西亞)臣服，被明朝封為暹羅國王，並在1431年滅掉高棉帝國吳哥王朝，並大败澜滄王国及缅甸。1563年，缅甸東吁王朝攻滅阿瑜陀耶王朝，及後復國並延續30多年。1767年，緬甸貢榜王朝軍隊攻陷大城，阿瑜陀耶王朝正式滅亡。後鄭昭重建王國，將首都南遷至吞武裏。原王城遺址現為阿瑜陀耶遗迹公园，被列為聯合國教科文組織世界遺產。該府作為大城王国时代的首都時，其文化、藝術、國際貿易均非常發達，很可惜，此古城遭入侵緬甸軍人縱火徹底破壞，現只剩下部份宮殿遺跡、珍貴佛像和精美雕刻等供人憑弔。

## 地理
面積約為2,556.6平方公里，距首都曼谷約76公里。其疆域北連紅統府及華富里府；東瀕北標府，南毗巴吞他尼府，西臨素攀府及暖武里府。
大城府為廣闊平原，河道縱橫，是三條河流的匯合處。農業發達，為全泰國最大產米區。另外，水產豐富，且有不少大、中、小型工廠。

## 行政
大城府的行政區共分為16個縣，再分成209區，並細分成1,328村。
| \| # \| 中文名 \| 泰文名 \| 英文名 \| \| -- \| ------------------------------------- \| ------------- \| ------------------------ \| \| 1 \| 大城府治县 (阿育他亚府治县) \| พระนครศรีอยุธยา \| Phra Nakhon Si Ayutthaya \| \| 2 \| 他勒县（英语：Tha Ruea District） \| ท่าเรือ \| Tha Ruea \| \| 3 \| 那空銮县（英语：Nakhon Luang District） \| นครหลวง \| Nakhon Luang \| \| 4 \| 邦赛县（英语：Bang Sai District (1404)） \| บางไทร \| Bang Sai \| \| 5 \| 邦班县（英语：Bang Ban District） \| บางบาล \| Bang Ban \| \| 6 \| 邦巴因县（英语：Bang Pa-in District） \| บางปะอิน \| Bang Pa-in \| \| 7 \| 邦巴汉县（英语：Bang Pahan District） \| บางปะหัน \| Bang Pahan \| \| 8 \| 帕海县（英语：Phak Hai District） \| ผักไห่ \| Phak Hai \| \| 9 \| 帕栖县（英语：Phachi District） \| ภาชี \| Phachi \| \| 10 \| 拉磨銮县（英语：Lat Bua Luang District） \| ลาดบัวหลวง \| Lat Bua Luang \| \| 11 \| 旺内县（英语：Wang Noi District） \| วังน้อย \| Wang Noi \| \| 12 \| 色那县（英语：Sena District） \| เสนา \| Sena \| \| 13 \| 邦赛县（英语：Bang Sai District (1413)） \| บางซ้าย \| Bang Sai \| \| 14 \| 乌泰县（英语：Uthai District） \| อุทัย \| Uthai \| \| 15 \| 马哈叻县（英语：Maha Rat District） \| มหาราช \| Maha Rat \| \| 16 \| 班佩县（英语：Ban Phraek District） \| บ้านแพรก \| Ban Phraek \| |                             |               |                          |
| # | 中文名                      | 泰文名        | 英文名                   |
| 1 | 大城府治县 (阿育他亚府治县) | พระนครศรีอยุธยา | Phra Nakhon Si Ayutthaya |
| 2 | 他勒县                      | ท่าเรือ         | Tha Ruea                 |
| 3 | 那空銮县                    | นครหลวง       | Nakhon Luang             |
| 4 | 邦赛县                      | บางไทร        | Bang Sai                 |
| 5 | 邦班县                      | บางบาล        | Bang Ban                 |
| 6 | 邦巴因县                    | บางปะอิน       | Bang Pa-in               |
| 7 | 邦巴汉县                    | บางปะหัน       | Bang Pahan               |
| 8 | 帕海县                      | ผักไห่          | Phak Hai                 |
| 9 | 帕栖县                      | ภาชี           | Phachi                   |
| 10 | 拉磨銮县                    | ลาดบัวหลวง     | Lat Bua Luang            |
| 11 | 旺内县                      | วังน้อย         | Wang Noi                 |
| 12 | 色那县                      | เสนา          | Sena                     |
| 13 | 邦赛县                      | บางซ้าย        | Bang Sai                 |
| 14 | 乌泰县                      | อุทัย           | Uthai                    |
| 15 | 马哈叻县                    | มหาราช        | Maha Rat                 |
| 16 | 班佩县                      | บ้านแพรก       | Ban Phraek               |

## 名勝古蹟

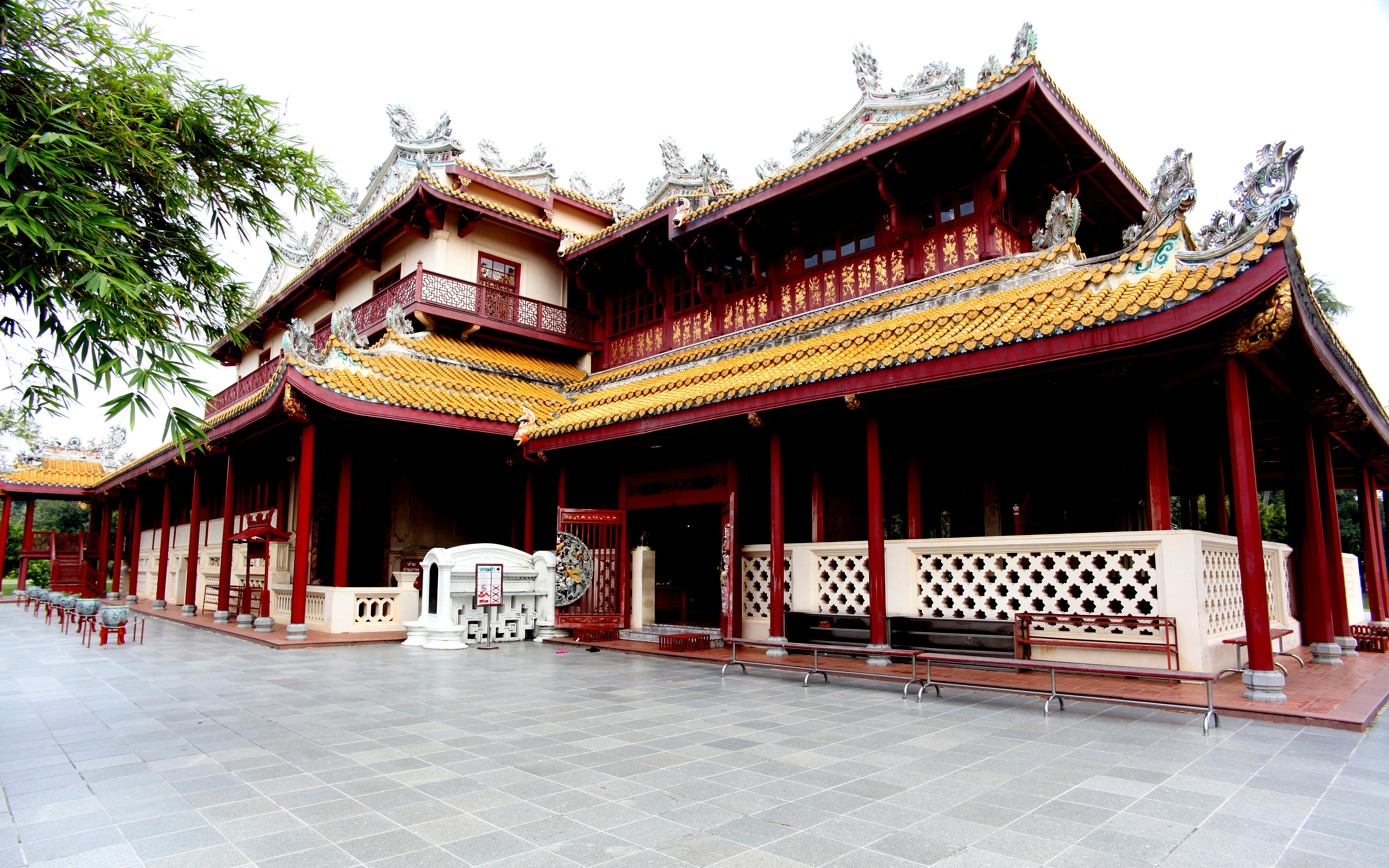
邦芭茵夏宫中国式宫殿

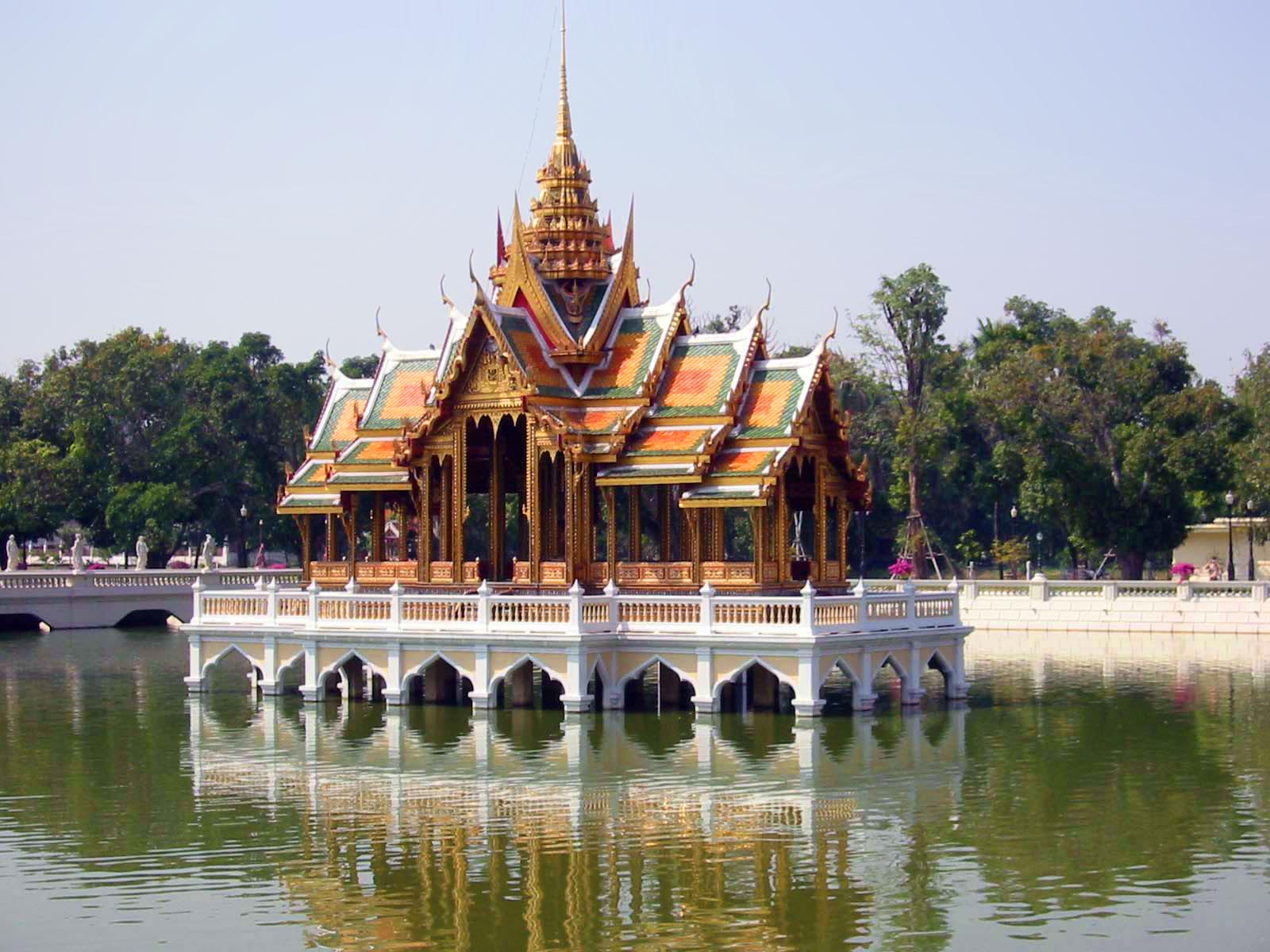
邦芭茵夏宫水亭

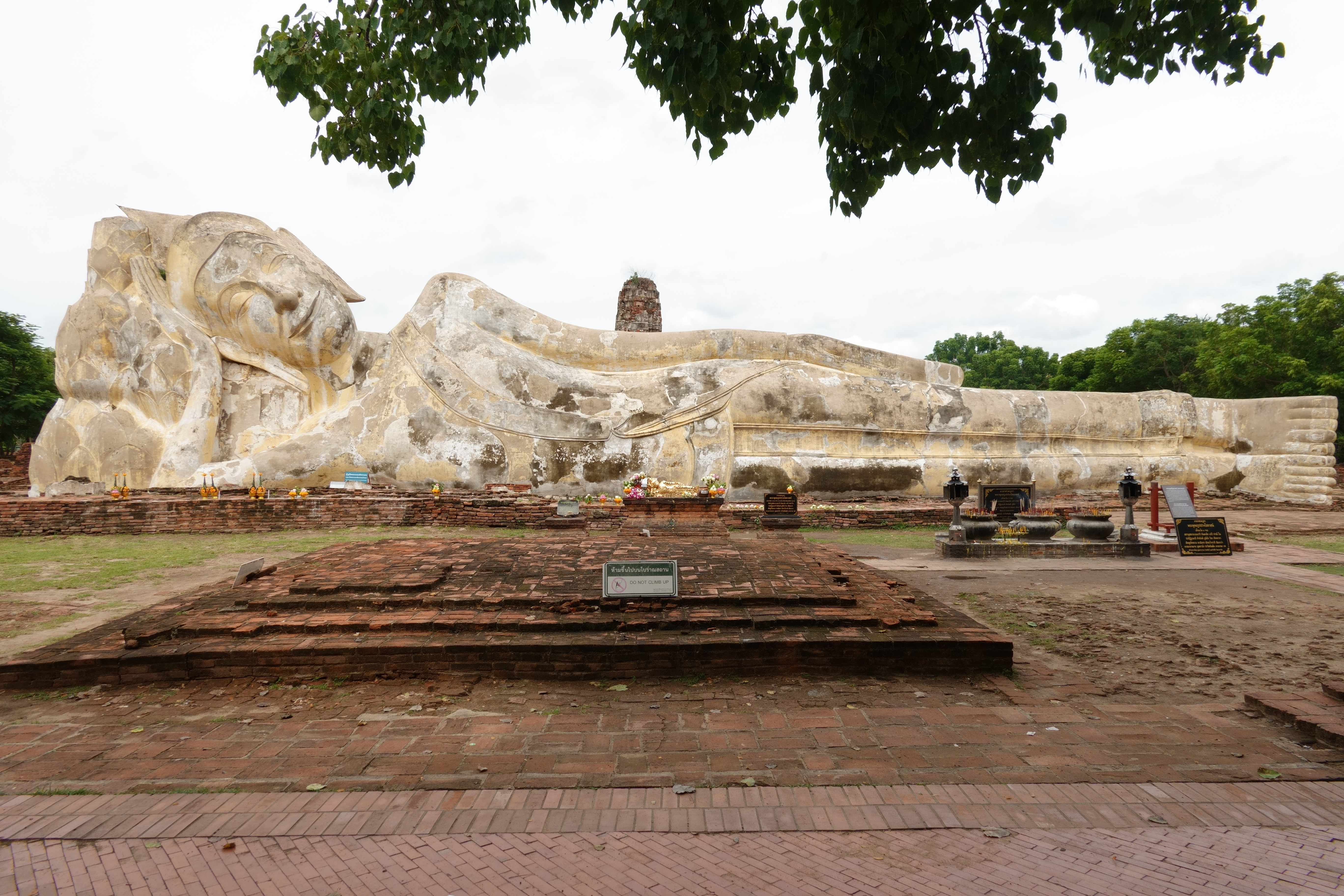
大城哇羅雅素它寺卧佛

- 邦芭茵夏宫：位於挽巴茵縣，建於17世紀中期，曾遭緬甸軍隊破壞，後又重修。皇宮建築有泰國式、緬甸式、中國式、意大利文艺复兴時代型式及英國維多利亞式等，富麗堂皇，古色古香。其中最引人注目的是一座水上皇亭，為泰國民族建築代表形式之一。建有一座哥特复兴式佛寺尼维塔玛帕万寺。
- 蒙坤巫碧佛像：據說是泰國境內最大的金屬佛像，外型相當美觀，約鑄於十七世紀。在整修大佛時發覺佛身體內藏有很多小佛像，構造奇妙。
- 昭三丕耶博物館：位於大城直轄縣府署附近，內藏有佛像、人像、寶石、金飾和泰國出土的珍品古物，可追溯至五百年以至一千年前。
- 三寶公寺：位於大城直轄縣，寺內供奉一尊「拍照拍能稱佛」，華人為「三寶公」，是全泰國最大最古老的的壯麗佛像，寬20.17公尺，高19公尺。每年春節前往朝拜「三寶公」的各府華僑絡繹不絕。
- 拍史三碧寺（Wat Phra Sri Samphet）：位於古皇宮遺址內，目前僅存三座建於15世紀的佛塔，其雕刻、線條和建築技巧，均屬大城古都最具藝術性表作。
- 拍喃寺：位於大城直轄縣，是古時拉蔑順大帝獻給皇太后的寺廟，寺前有一大型池塘，現為「拍喃公園」的一部份。
- 舍那沙那喃寺：原名「史寺」，位於大城直轄縣，寺內供奉二尊來自寮國的重要佛像。
- 羅雅素它寺：位於大城直轄縣，寺內原供奉一尊大型臥佛像，長約29公尺，佛殿已废，仅存佛殿旁邊有的多根六角柱廢墟。
- 金山寺：距故宮約兩公里，建於1387年，寺內有泰式方型佛塔，高90公尺，採用2.5公斤黃金裝飾，塔內供奉一尊佛像。
- 沙蒙哥寺：位於火車站附近，是一古老佛寺，式樣模仿清邁的七峰塔，寺內供奉一尊與其它寺有別的大型佛像。
- 艾猜蒙坤寺：位於大城直轄縣火車站南邊，為一敕封佛寺，與金山寺齊名，寺內有一大佛塔，可遙望四週美景，另有一尊白色臥佛像。
- 故宮：位於大城直轄縣，有很多泰式宮殿建築物。
- 挽西手工藝訓練中心：位於挽西縣，面積約456,000平方公尺，是制造各種手工藝品的職業訓練中心，如雕刻、偏織染織布、制籃子、木偶、傢具、人造花等等，環境優美。
- 大城歷史國家研究中心：位於大城直轄縣的師範學校旁，館內可展示許多大城王国时代的文物古董及模擬物，並有資料中心和圖書館。
- 碉堡：位於大城直轄縣城牆附近，有數個明堡，形狀各異。
- 水燈節盛會：每年泰歷11月份，大城府各地展多佛寺均舉行禮佛和佛像貼金盛會，夜間放水燈，吸引許多善男信女參加。
- 日本人村

## 外部連結
- （泰文）大城府政府 （页面存档备份，存于）